# Luka Modrić
Luka Modrić, född 9 september 1985 i Zadar i Jugoslavien (nuvarande Kroatien), är en kroatisk fotbollsspelare. Han spelade senast som mittfältare för La Liga-laget Real Madrid och är aktiv spelare hos kroatiska landslaget.
Den 15 april 2025 tillkännagavs att Modrić går in som delägare och investerare i den walesiska klubben Swansea City AFC.

## Karriär
Modrić debuterade i det kroatiska landslaget år 2006 och deltog i VM 2006 och EM 2008. År 2007 blev han utsedd till årets spelare i den kroatiska ligan och vid EM 2008 blev han uttagen i turneringens All Star-lag. I EM 2012 representerade Modrić åter Kroatien. 
Den 27 augusti 2012 gick Modrić över till Real Madrid från Tottenham Hotspur för en köpesumma på 32 miljoner brittiska pund. Med Real Madrid har han vunnit Champions League sex gånger.
I Världsmästerskapet i fotboll 2018 röstades Modrić fram som mästerskapets bästa spelare efter att Kroatien tog silver i VM-turneringen. Han fick motta Adidas Golden Ball Award 2018. 2018 vann han Ballon d'or samt utsågs till världens bästa spelare av FIFA, vilket var första gången sedan 2007 som någon annan än Lionel Messi eller Cristiano Ronaldo vunnit priset. 2022 tog Modric sin andra raka VM-medalj med Kroatien då det blev brons i fotbolls-VM i Qatar.

## Meriter

### Klubblag
Dinamo Zagreb
- Kroatiska ligan (3): 2005–06, 2006–07, 2007–08
- Kroatiska cupen (2): 2006–07, 2007–08
- Kroatiska supercupen (1): 2006

 Real Madrid
- La Liga: 2016/2017, 2019/2020, 2021/2022, 2023/2024
- Uefa Champions League: 2013/2014, 2015/2016, 2016/2017, 2017/2018, 2021/2022, 2023/2024
- Copa del Rey: 2013/2014, 2022/2023
- Supercopa de España: 2012, 2017, 2019, 2021, 2023-24
- Uefa Super Cup: 2014, 2016, 2017, 2022, 2024
- Interkontinentala cupen: 2014, 2016, 2017, 2018, 2022, 2024

### Landslag
Kroatien
- VM-silver 2018
- VM-brons 2022

### Individuellt
- Årets spelare i Bosniska högstaligan (1): 2003
- Årets nykomling i Kroatisk fotboll (1): 2004
- Årets spelare i Kroatiska ligan (1): 2007
- Årets kroatiska fotbollsspelare (9): 2007, 2008, 2011, 2014, 2016, 2017, 2018, 2019, 2020
- Uttagen i UEFA:s All star team för Fotbolls-EM (1): 2008
- Årets spelare i Tottenham Hotspur (1): 2010–11
- Bästa mittfältare i La Liga (1): 2013–14
- Uttagen i FIFA FIFPro World XI (5): 2015, 2016, 2017, 2018, 2019
- Turneringens bäste spelare i VM 2018
- UEFA Player of the year (2018)
- FIFA The Best (Världens bästa spelare) 2018
- Ballon d'Or (Världens bästa spelare) 2018

### Webbkällor
- Luka Modrić på Soccerway (engelska)
- Luka Modrić på Soccerbase (engelska)
- Luka Modrić på National-Football-Teams.com (engelska)